# Grand Prix e il campionissimo
Grand Prix e il campionissimo (アローエンブレム・グランプリの鷹?, Arrow Emblem: Grand Prix no taka) è un anime giapponese creato da Kougo Hotomi e prodotto dalla Toei Animation per un totale di 44 episodi diretti da Rin Taro (prima parte) e Nobutaka Nishizawa. Il design originale della serie è del famoso Akio Sugino - per i personaggi - oltre che di Mayumi Kobayashi - per il mecha design. L'opera giunge in Italia dal 1981 su diverse emittenti locali e viene successivamente replicata su Euro TV, Rete A, Supersix ed Italia Teen Television e viene riproposta in DVD dalla Yamato Video nel 2004.

## Trama
Protagonista della serie è Takaya Todoroki, giovane affascinante pilota automobilistico che sogna di correre in Formula 1 con la sua macchina. Dopo un incidente, il sogno sembra infranto ma un uomo misterioso lo ingaggia per la scuderia Katori: è il leggendario pilota Niki Lanz, personaggio chiaramente ispirato a Niki Lauda. I piloti che gareggiano con Takaya sono quelli realmente esistenti all'epoca (fine anni '70), tuttavia nella versione italiana i nomi sono stati sostituiti con altri fittizi (ecco che Emerson Fittipaldi diventò Emerson Finaldi, Mario Andretti diventò Mario Anderlain, Ronnie Peterson diventò Sutter, Vittorio Brambilla diventò Prandelli, Gilles Villeneuve - stranamente - diventò Gonzales). Takaya mette quindi a punto una nuova vettura con quattro ruote anteriori sterzanti e quattro posteriori (la Todoroki Special, ispirandosi alla Tyrrell P34 di F1 che corse in quegli anni, mentre altre sono ispirate sia alla Ferrari 312 T6 oppure alla WillIams FW08, nella versione a 6 ruote) grazie alla quale riesce a competere ad alti livelli in ogni gara automobilistica affrontata.

## Personaggi
| Personaggio     | Doppiatore originale | Doppiatore italiano                                                             |
| --------------- | -------------------- | ------------------------------------------------------------------------------- |
| Takaya Todoroki | Kei Tomiyama         | Roberto Del Giudice                                                             |
| Suzuko Ose      | Mami Koyama          | Gabriella Andreini                                                              |
| Masaru Ohinata  | Keiichi Noda         | Vittorio Guerrieri                                                              |
| Daisaku Kuruma  | Hidekatsu Shibata    | Mauro Bosco (1ª voce) Giancarlo Padoan (2ª voce)                                |
| Niki Lanz       | Kan Tokumaru         | Diego Reggente (1ª voce) Andrea Lala (2ª voce)                                  |
| Emerson Finaldi |                      | Luciano Roffi                                                                   |
| Hans Rosen      |                      | Massimo Rossi (1ª voce) Marco Guadagno (2ª voce)                                |
| Mario Anderlain |                      | Giorgio Bandiera                                                                |
| Hassan          |                      | Diego Michelotti(1ª voce) Giovanni Petrucci(2ª voce) Sergio Matteucci (3ª voce) |
| Kuzo            |                      | Elio Zamuto (1ª voce) Giorgio Giuliano (2ª voce)                                |
| Ken Otsuba      |                      | Giorgio Giuliano (1ª voce) Andrea Lala (2ª voce)                                |
| Narratore       |                      | Guido De Salvi                                                                  |
| Gida            |                      | Manlio Guardabassi                                                              |

## Produzione
L'auto del protagonista si rifà alla Tyrrell a 6 ruote degli anni settanta, una P34. Elvis Presley è stato usato come modello per disegnare il protagonista.

## Episodi
| Nº | Titolo italiano Giapponese 「Kanji」 - Rōmaji                                                   | In onda           | In onda |
| Nº | Titolo italiano Giapponese 「Kanji」 - Rōmaji                                                   | Giapponese        |         |
| 1  | Verso la gloria 「栄光へダッシュ！」 - eikō he dasshu!                                          | 22 settembre 1977 |         |
| 2  | Rinascere come la fenice 「いつか不死鳥のように」 - itsuka fushichō noyōni                      | 29 settembre 1977 |         |
| 3  | Il prototipo 「怪物マシーンに挑戦」 - kaibutsu mashin ni chōsen                                 | 6 ottobre 1977    |         |
| 4  | Una manovra difficile 「明日へのスピンターン」 - ashita heno supintan                           | 13 ottobre 1977   |         |
| 5  | Una corsa disperata 「傷だらけの爆走」 - kizu darakeno bakusō                                   | 20 ottobre 1977   |         |
| 6  | La verità dietro la maschera 「仮面のかげに炎がもえる」 - kamen nokageni honoo gamoeru          | 27 ottobre 1977   |         |
| 7  | Takaya e la sua nuova macchina 「ロードグリップにかけろ」 - rodogurippu nikakero                | 3 novembre 1977   |         |
| 8  | Vai, sei ruote, vai 「吠えろ六輪車」 - hoe ro roku wa kuruma                                    | 10 novembre 1977  |         |
| 9  | 500 miglia di ghiaccio bollente 「激走500マイル」 - gekisō 500 mairu                            | 17 novembre 1977  |         |
| 10 | Il rally di Montecarlo 「黒い氷の恐怖」 - kuroi koori no kyōfu                                  | 24 novembre 1977  |         |
| 11 | La freccia alata Todoroki 「おれのＦ１、8輪車」 - oreno f1, 8 wa kuruma                         | 1º dicembre 1977  |         |
| 12 | Un amore impossibile 「スペイン愛の嵐」 - supein ai no arashi                                   | 8 dicembre 1977   |         |
| 13 | Il gran premio di Montecarlo 「奪われた轟スペシャル」 - ubawa reta todoroki supesharu           | 15 dicembre 1977  |         |
| 14 | I mulini a vento 「ラ・マンチャの風車」 - ra. mancha no fūsha                                   | 22 dicembre 1977  |         |
| 15 | Le Mans 「吠えろル・マン」 - hoe ro ru. man                                                     | 29 dicembre 1977  |         |
| 16 | Corri verso la vittoria 「勝った！おれは走った」 - katta! oreha hashitta                        | 5 gennaio 1978    |         |
| 17 | Si avvicina il gran premio 「明日の凱歌は俺のもの」 - ashita no gaika ha ore nomono             | 12 gennaio 1978   |         |
| 18 | Il circuito di Digione 「田園に吠えるマシーンたち」 - den'en ni hoe ru mashin tachi             | 19 gennaio 1978   |         |
| 19 | Silverstone 「シルバーストーンのしぶき」 - shirubasuton noshibuki                               | 26 gennaio 1978   |         |
| 20 | Un esordio difficile 「モンツァＧＰ前哨戦」 - montsua gp zenshōsen                              | 2 febbraio 1978   |         |
| 21 | Un gran premio di solidarietà 「男が翼をたたむ時」 - otoko ga tsubasa wotatamu toki             | 9 febbraio 1978   |         |
| 22 | Il gran premio del Giappone 「Ｆ１日本グランプリ」 - f1 nippon guranpuri                        | 16 febbraio 1978  |         |
| 23 | Una vittoria dedicata al padre 「父に捧げるＧＰ優勝」 - chichi ni sasage ru gp yūshō            | 23 febbraio 1978  |         |
| 24 | Un tragico passato 「そしてアフリカへ」 - soshite afurika he                                    | 2 marzo 1978      |         |
| 25 | Un safari di 5000 km 「サファリ5000キロ」 - safari 5000 kiro                                    | 9 marzo 1978      |         |
| 26 | Le nevi del Kilimangiaro 「キリマンジャロの誓い」 - kirimanjaro no chikai                       | 16 marzo 1978     |         |
| 27 | Le grandi potenze 「東西に敵を迎えて」 - tōzai ni kanawo mukae te                               | 23 marzo 1978     |         |
| 28 | Takaya alle montagne rocciose 「ロッキー山に翼たたんで」 - rokki yama ni tsubasa tatande        | 30 marzo 1978     |         |
| 29 | Bersaglio su Takaya 「ターゲットは鷹也だ」 - tagetto ha taka ya da                              | 6 aprile 1978     |         |
| 30 | Il ritorno di Takaya 「復帰第一戦に命をかけろ」 - fukki daiissen ni inochi wokakero             | 13 aprile 1978    |         |
| 31 | Il falco solitario 「ロングビーチに迷える鷹」 - rongubichi ni mayoe ru taka                     | 20 aprile 1978    |         |
| 32 | Geronimo in fiamme 「炎のジェロニモ」 - honoo no jieronimo                                      | 27 aprile 1978    |         |
| 33 | Corsa ad ostacoli 「富士障害物レース」 - fuji shōgaibutsu resu                                  | 4 maggio 1978     |         |
| 34 | Samurai torna in vita 「生き返れ!!サムライ」 - ikikaere!! samurai                               | 18 maggio 1978    |         |
| 35 | La prima gara di Formula Zero 「恐怖のＦ・０第一戦」 - kyōfu no f.0 daiissen                    | 25 maggio 1978    |         |
| 36 | Addestramento anti "G" 「嵐のトレーニング」 - arashi no toreningu                               | 1º giugno 1978    |         |
| 37 | La leggenda di Lorelei 「ローレライは死を招く!?」 - rorerai ha shi wo maneku!?                  | 15 giugno 1978    |         |
| 38 | Takaya è salvo 「風雲ニューブルクリンク」 - fūun nyuburukurinku                                 | 22 giugno 1978    |         |
| 39 | Attraverso la linea della morte 「激突!!死線を越えて」 - gekitotsu!! shisen wo koe te           | 29 giugno 1978    |         |
| 40 | Fiamme e lacrime sul circuito 「炎と涙のサーキット」 - honoo to namida no sakitto               | 6 luglio 1978     |         |
| 41 | Corri e vola falco selvatico 「走れ、飛べ、野性の鷹」 - hashire, tobe, yasei no taka            | 20 luglio 1978    |         |
| 42 | Morte di un amico rivale 「モスクワに散ったライバル」 - mosukuwa ni chitta raibaru              | 27 luglio 1978    |         |
| 43 | Il circuito di Asama 「浅間燃ゆ日本最大のレース」 - asama moyu nihonsaidai no resu              | 17 agosto 1978    |         |
| 44 | Il falco vola oltre il traguardo 「鷹よ雲の彼方にはばたけ」 - taka yo kumo no kanata nihabatake | 31 agosto 1978    |         |

## Sigla
La sigla italiana Grand Prix e il campionissimo è stata scritta da Franco Migliacci, su musica e arrangiamento di Vito Tommaso, ed incisa dai Superobots nel 1980. Voce solista di Rino Martinez.